# Горіхова (притока Юськіної)
 Горіхова, Оріхова — річка в Україні у Антрацитівському районі Луганської області. Права притока річки Юськіної (басейн Азовського моря).

## Опис
Довжина річки приблизно 12,93 км, найкоротша відстань між витоком і гирлом — 11,15,07  км, коефіцієнт звивистості річки — 1,16 . Формується декількома балками та загатами.

## Розташування
Бере початок на південно-західній стороні від селища Дубівський. Тече переважно на південній захід понад селищем Оріхове і у селі Дякове впадає у річку Юськіну, праву притоку річки Нагольної.

## Цікаві факти
- Біля витоку річки на східній стороні на відстані приблизно 485 м пролягає автошлях М03[3] (автомобільний шлях міжнародного значення на території України, Київ — Харків — кпп Довжанський (державний кордон з Росією).).
- У XX столітті на балці існували водокачка та декілька териконів Нагольчанської шахти[2].
- На правому березі річки існує ботанічний заказник Нагольчанський[4].